# Grotta dello Smeraldo

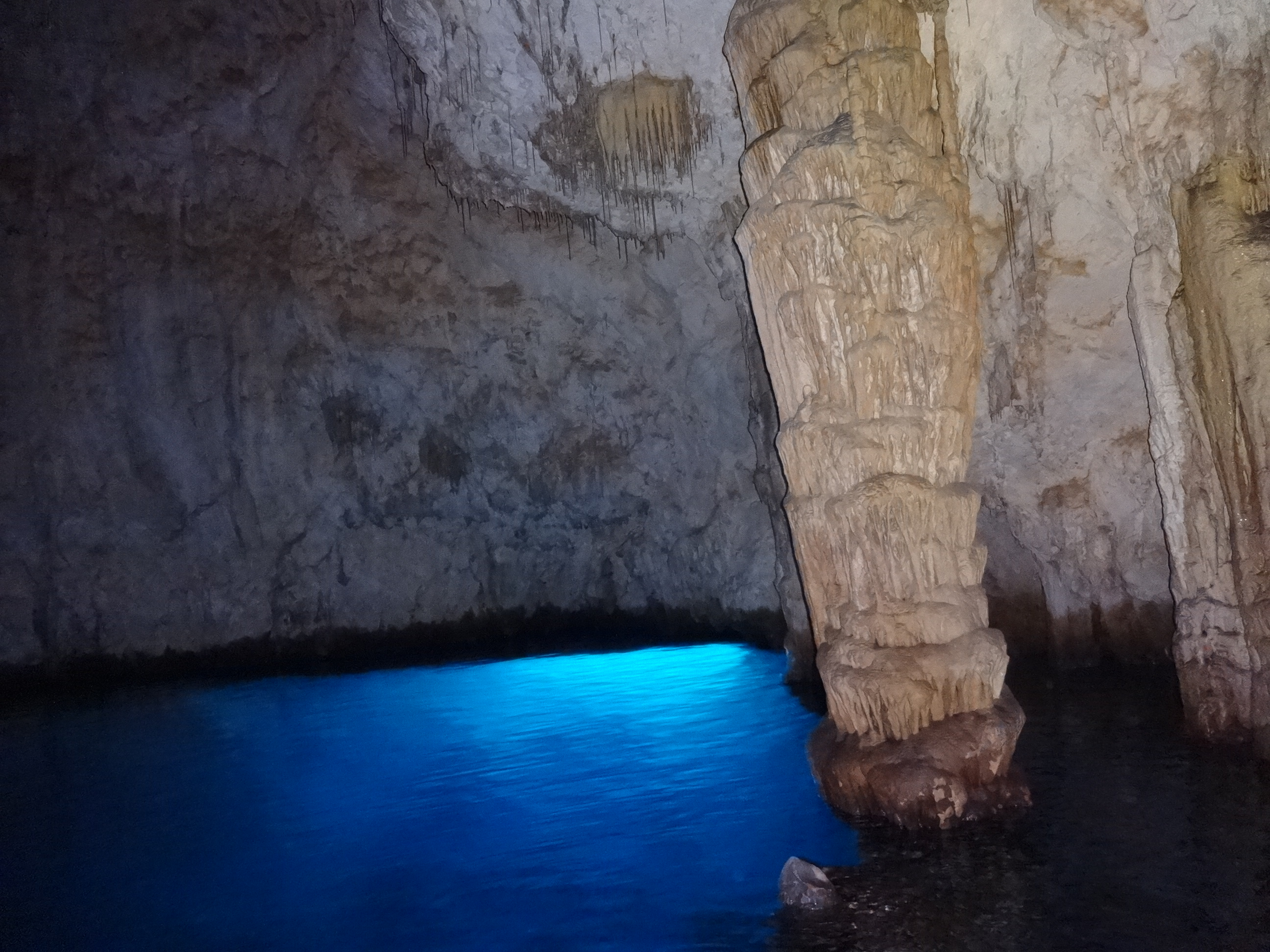
Im Inneren der Grotte

Die Grotta dello Smeraldo (dt. Smaragdgrotte) ist eine Höhle, teilweise durch das Meer überschwemmt und liegt in Conca dei Marini, Italien, an der Amalfiküste.
Sie ist eine von mehreren Höhlen weltweit, die von einem strahlend blauen oder smaragdgrünen Licht durchflutet wird. Die Grotte ist teilweise mit Meerwasser gefüllt. Die Oberfläche des Wassers beträgt etwa 45 × 32 Meter. Das Dach befindet sich etwa 24 Meter über dem Wasserspiegel.
Anders als die Blaue Grotte, die sich ein paar Kilometer weiter westlich auf der Insel Capri befindet, hat die Grotta dello Smeraldo keinen natürlichen Auslauf über der Wasserlinie. Die einzige Öffnung nach außen ist unter dem Wasserspiegel. 
Das Fehlen einer natürlichen Öffnung oberhalb der Wasserlinie bedeutete, dass die Existenz der Grotte für viele Jahre unbekannt blieb. Sie wurde von einem Fischer namens Luigi Buoncore im Jahr 1932 entdeckt.
Die Grotte ist von Strada Statale 163 Amalfitana, der Hauptstraße entlang der Amalfi-Küste, aus zu erreichen. Es gibt einen kleinen Parkplatz neben einem Aufzug, der die Besucher auf die Ebene bringt, wo die Boote, die sie durch die Grotte fahren, starten.